# Débat mouvant
Un débat mouvant est une technique d'animation issue de l'éducation populaire qui favorise la prise de parole et l'implication des individus au sein d'un groupe. Cette forme de débat facilite l'expression d'une opinion et l'intelligence collective.
Cette activité permet de développer les capacités d’argumentation, d’écoute et d’empathie.

## Déroulement
Un débat mouvant consiste à soumettre une proposition de nature polémique à un groupe, puis à demander aux participants de prendre physiquement position pour ou contre elle. Les participants sont alors invités à se positionner, en fonction de leur accord ou de leur désaccord, à gauche ou à droite d'un repère central. Plus ils s’éloignent du repère, plus la force de leur position est grande, inversement, plus ils sont proches du repère moins leur position est tranchée.
Après avoir laissé un temps de réflexion pour élaborer des arguments, on lance le débat avec la règle suivante : formuler des arguments pour expliquer sa position et essayer de convaincre ceux d'en face. L’animateur peut recourir à un « bâton de parole » (un objet symbolisant le droit à la parole) qu’il distribue tour à tour. Le débat mouvant permet ainsi aux participants d’élaborer et de justifier leur opinion en construisant des arguments. 
À tout moment du débat, chacun peut changer physiquement de côté et passer à celui d’en face s'il a été convaincu par un argument de l’autre camp.

## Intérêt
La pratique du débat mouvant permet aux participants de pouvoir exprimer un avis sans avoir nécessairement à prendre la parole en public. Le positionnement dans l’espace permet d’affirmer une position autrement que par le langage, puis d’exprimer clairement et calmement un argument. La position physique reflète ainsi la position théorique et implique les participants dans la réflexion autant que dans l’écoute des arguments, tandis que leur mouvement traduit concrètement leur activité intellectuelle.
On peut considérer qu'il s'agit d'un jeu sérieux dans la mesure où la possibilité de « changer de camp » donne son aspect ludique à l’exercice.
Ce peut également être un moyen efficace pour déconstruire des idées reçues ou des préjugés.

## En milieu scolaire
L’intérêt du débat mouvant réside dans la matérialisation physique du positionnement intellectuel de l’élève et dans l’obligation où il se trouve de choisir un camp. Il invite aussi les élèves à justifier leur position en formulant des arguments. Le mouvement les autorise à réviser leur position après réflexion, c’est-à-dire à écouter les autres et à tenir compte de leur avis pour se positionner. Contre le dogmatisme, l’enfermement et l’entêtement, il développe leur esprit critique en les habituant à rendre raison de leurs opinions, à se remettre en question et à accepter de se corriger, modestement, pour penser par eux-mêmes, avec les autres.